# Autoclave
Autoclave — девичья инди-рок-группа из Вашингтона.

## История
Группа собралась летом 1990 года и состояла из: Кристина Биллотт (вокал, бас-гитара), Мэри Тимони (гитара, вокал), Никки Чэпмен (гитара, вокал), и Мелисса Берков (ударные, бас-гитара).
Кристина Биллотт и Мелисса Берков до этого играли вместе в вашингтонской группе Hazmat в 1989. Потом встретились с Никки Чэпмен и Мэри Тимони и основали Autoclave. Первым релизом группы стала семидюймовая пластинка на лейбле «DisKord» — совместном проекте Dischord и K Records. Второй записью стала посмертная пластинка 10", выпущенная на лейбле Кристины Mira Records.
Группа была известна своим особым умным, слегка нестройным звучанием, сочетавшим порой сложную структуру и смену размеров, что позволяет в какой-то мере соотнести группу с мат-роком.
Группа распалась в мае 1991 года. После распада группы, участницы разъехались в разные города. Никки переехала в Олимпию, Мелисса — в Новый Орлеан, Мэри — в Бостон (где собрала группу Helium), Кристина осталась в Вашингтоне и играла в группах Slant 6, Quix-o-tic и The Casual Dots.
Тимони так же выпустила две сольных записи на лейбле Matador Records.

## Дискография

### Альбомы
- Autoclave (1997), Mira/Dischord — переиздан на CD в 2002)

### EP
- Go Far (1990), Mira/Dischord
- Autoclave (1991), Mira/Dischord

Сборники:
- The Machines: Simple Machines 7"s (1990-1993) (1994) Compilation CD.